# Western Basketball Association 1978-1979
La stagione WBA 1978-79 fu la prima e unica della Western Basketball Association. Parteciparono 7 squadre in un unico girone.

## Squadre partecipanti
- Fresno Stars
- Great Falls Sky
- Las Vegas Dealers
- Reno Bighorns
- S.L.C. Prospectors
- Tucson Gunners
- Wash. Lumberjacks

## Classifica
| Squadra                    | V  | P  | %    | GB |
| -------------------------- | -- | -- | ---- | -- |
| Tucson Gunners C           | 32 | 16 | 66,7 | -  |
| Washington Lumberjacks     | 29 | 19 | 60,4 | 3  |
| Reno Bighorns              | 28 | 20 | 58,3 | 4  |
| Fresno Stars               | 25 | 23 | 52,1 | 7  |
| Las Vegas Dealers          | 24 | 24 | 50,0 | 8  |
| Salt Lake City Prospectors | 19 | 29 | 39,6 | 13 |
| Great Falls Sky            | 11 | 37 | 22,9 | 21 |

### Tabellone
|  | Finale |        |   |  |
|  |        |        |   |  |
|  | Tucson | Tucson | 4 |  |
|  | Reno   | Reno   | 3 |  |

## Vincitore
| Campione WBA 1979          |
| -------------------------- |
| Tucson Gunners (1º titolo) |

## Premi WBA
- WBA Most Valuable Player: Jeff Cook
- WBA Coach of the Year: Herb Brown
- All-WBA First Team
  - Al Smith, Tucson Gunners
  - Walter Jordan, Washington Lumberjacks
  - Jeff Cook, Washington Lumberjacks
  - Del Beshore, Fresno Stars
  - Willie Smith, Las Vegas Dealers
- All-WBA Second Team
  - Randy Ayers, Reno Bighorns
  - Jackie Robinson, Las Vegas Dealers
  - Major Jones, Fresno Stars
  - Brad Davis, Great Falls Sky
  - Jim Boylan, Tucson Gunners
- All-WBA Third Team
  - Greg Bunch, Las Vegas Dealers
  - Bob Carrington, Tucson Gunners
  - Roger Brown, Tucson Gunners
  - Louie Nelson, Washington Lumberjacks
  - Gus Bailey, Reno Bighorns
  - Sam Smith, Salt Lake City Prospectors